# Gonzalo Miró
Gonzalo Werther Miró Romero (Madrid, 13 de febrero de 1981) es un colaborador de televisión español. Es hijo de la realizadora Pilar Miró.

## Biografía
Gonzalo Miró es el único hijo de la realizadora Pilar Miró. Ella lo tuvo estando soltera y nunca reveló la identidad de su padre. Su padrino es el expresidente del gobierno, Felipe González. Su madre murió en 1997, cuando Gonzalo tenía 16 años.
Comenzó la carrera de Humanidades en la Universidad Carlos III de Madrid, la cual abandonó para estudiar Periodismo en la Universidad Francisco de Vitoria, estudios que también acabó abandonando. Posteriormente realizó estudios de cine en Nueva York, lo que le ofreció la posibilidad de participar en un cortometraje.
Desde 2006 participó en el magacín de mañana, Las mañanas de Cuatro junto a Concha García Campoy y otros colaboradores como Rosa Villacastín o el míster España Aitor Trigos. En 2009 Gonzalo dejó su papel de colaborador, para pasar a realizar durante la temporada 2009/2010 diversas colaboraciones con Deportes Cuatro. En septiembre de 2010 empezó como comentarista en el programa Punto Pelota en Intereconomía Televisión. Fue tertuliano en el programa Futboleros de Marca TV. El día 27 de marzo de 2014 ficha por El chiringuito de Jugones. El día 25 de agosto de 2014 se hizo oficial su fichaje por el programa La Goleada de 13 TV. Desde abril de 2018 colabora en el programa de televisión de LaSexta Liarla Pardo.
Tuvo una relación sentimental con la cantante española Malú que finalizó en octubre de 2017.
En 2020 concursó en la quinta edición de MasterChef Celebrity.En 2023 comenzó a trabajar en Espejo Público, de Susana Griso. Un año después, dejó de colaborar tras cuestionar en directo los bulos informativos en el programa. 

## Trayectoria televisiva
| Año                  | Programa                  | Canal                    | Notas        |
| -------------------- | ------------------------- | ------------------------ | ------------ |
| 2006-2009            | Las mañanas de Cuatro     | Cuatro                   | Colaborador  |
| 2010-2012; 2015-2016 | Punto pelota              | Intereconomía Televisión | Colaborador  |
| 2012-2014            | Futboleros                | Marca TV                 | Colaborador  |
| 2014                 | El chiringuito de Jugones | Nitro / La Sexta / Neox  | Colaborador  |
| 2014-2015            | La goleada                | 13TV                     | Colaborador  |
| 2016-presente        | Estudio estadio           | Teledeporte              | Colaborador  |
| 2018-2019            | La prórroga               | Gol                      | Colaborador  |
| 2018-2021            | Liarla Pardo              | La Sexta                 | Colaborador  |
| 2019                 | A partir de hoy           | La 1                     | Colaborador  |
| 2020                 | La mañana                 | La 1                     | Colaborador  |
| 2020-2025            | El golazo de Gol          | Gol                      | Colaborador  |
| 2020-2021            | La hora de La 1           | La 1                     | Colaborador  |
| 2021                 | Dos parejas y un destino  | La 1                     | Protagonista |
| 2021-presente        | La Roca                   | La Sexta                 | Colaborador  |
| 2022                 | La gran confusión         | La 1                     | Colaborador  |
| 2023-2024            | Ahora o nunca             | La 1                     | Colaborador  |
| 2023-presente        | Espejo público            | Antena 3                 | Colaborador  |
| 2024-presente        | Más vale tarde            | La Sexta                 | Colaborador  |

#### Como concursante
| Año  | Programa             | Canal          | Notas          |
| ---- | -------------------- | -------------- | -------------- |
| 2020 | MasterChef Celebrity | La 1           | 10.º expulsado |
| 2024 | Pekín Express        | HBO Max y DMAX | 4.º expulsado  |

### Presentador
- Deportes Cuatro en Cuatro (2009 - 2010) Presentador sustituto y narrador en partidos.
- La goleada en 13TV (2014 - 2015)
- Dos parejas y un destino en La1 (2021)

### Radio
- Punto Pelota en Radio Intereconomía (2010 - 2012)
- Radio Marca (2012 - 2016)
- Tiempo de Juego en Cadena Cope (2016 - actualmente)

### Concursante
- Pekín Express en Max (2024)
- MasterChef Celebrity en La 1 (2020)
- Pasapalabra en Antena 3 (2020)